# Лі Че Ук
Лі Че Ук (кор. 이재욱, 李宰旭; нар. 10 травня 1998) — південнокорейський актор і модель. Він дебютував у науково-фантастичному трилері «Спогади про Альгамбру» (2018—2019) і отримав популярність завдяки своїй ролі в службовому романтичному серіалі «Пошук: WWW» (2019). Після цього проєкту актор одразу дебютував на великому екрані у військовому фільмі «Джанґсарі: Забуті герої» (2019), а також мав значну роль у шкільному серіалі «Надзвичайна ти» (2019) і мелодрамі «Я приду до тебе за гарної погоди» (2020). У 2020 році він зіграв свою першу головну чоловічу роль у романтичній комедії «Сяй, зіронько, сяй», а у 2022 році Че Ук збільшив свою популярність завдяки помітній ролі в хітовій фентезійному серіалу «Алхімія душ».

## Освіта
Лі Че Ук закінчив університет Чунан за спеціальністю «Театральне мистецтво».

## Кар'єра
Лі Че Ук спочатку дебютував як модель. Потім він розпочав свою акторську кар'єру в 2018 році як персонаж другого плану в телесеріалі «Спогади про Альгамбру» в ролі хакера-програміста, де знявся Хьон Бін, чиє агентство негайно прийняло до себе Че Ука.
У червні 2019 року Че Ук приєднався до головного акторського складу серіалу tvN «Пошук: WWW» разом з Лі Да Хі. У вересні того ж року він успішно дебютував на великому екрані у військовому фільмі «Джанґсарі: Забуті герої». У жовтні того ж року він зіграв другу головну чоловічу роль в серіалі MBC «Надзвичайна ти» в ролі друга дитинства та нареченого головної жіночої ролі. Успіх серіалу приніс Че Уку титул Кращого нового актора на церемонії вручення Премії MBC драма 2019, а також був номінований у категорії Кращий новий актор — Телебачення на 56-й церемонії вручення Премії мистецтв Пексан.
У лютому 2020 року Че Ук отримав роль другого плану в телесеріалі JTBC «Я приду до тебе за гарної погоди». У травні того ж року він був обраний на головну чоловічу роль у телесеріалі KBS2 «Сяй, зіронько, сяй» як чоловічого героя для головної героїні, яку грає Ко А Ра. До кінця року він з'явився в епізодичній ролі свого колишнього персонажа з серіалу «Надзвичайна ти» у серіалі tvN «Справжня краса» разом із Кім Хє Юн.
У квітні 2021 року Че Ук підписав контракт із C-JeS Entertainment після закінчення терміну його контракту зі старим агентством. У травні того ж року він зробив спеціальну появу в серіалі Netflix «На шляху до раю».
У червні 2022 року Че Ук повернувся на малий екран із популярною драмою tvN «Алхімія душ» із Чон Со Мін. У тому ж місяці він з'явився в епізодичній ролі актора в серіалі Disney+ «Поцілунок шостого відчуття». Він збирається повернутися на малий екран у грудні того ж року у другому сезоні популярного серіалу tvN «Алхімія душ: Світло й тінь» із Ко Юн Джон.
Че Ук визнаний і високо оцінений за його серйозний і різноманітний акторський досвід. Крім акторської майстерності, він також займається модельною діяльністю. Він є однією з найпопулярніших моделей, яка підписала контракти з модними брендами високого класу, такими як Prada, Lancôme, Dior, Nike і Fendi. Про нього писали багато відомих модних видань.

## Фільмографія

### Фільми
| Рік  | Назва                     | Роль      | Замітки         | Примітки |
| ---- | ------------------------- | --------- | --------------- | -------- |
| 2019 | «Джанґсарі: Забуті герої» | Лі Ке Тхе | Другорядна роль | [ 19 ]   |

### Телесеріали
| Рік       | Назва                               | Роль         | Замітки         | Мережа | Примітки |
| --------- | ----------------------------------- | ------------ | --------------- | ------ | -------- |
| 2018–2019 | «Спогади про Альгамбру»             | Марко Хан    | Другорядна роль | tvN    | [ 20 ]   |
| 2019      | «Пошук: WWW»                        | Соль Чі Хван | Головна роль    | tvN    | [ 21 ]   |
| 2019      | «Надзвичайна ти»                    | Пек Ґьон     | Головна роль    | MBC    | [ 22 ]   |
| 2020      | «Я прийду до тебе за гарної погоди» | Лі Чан У     | Другорядна роль | JTBC   | [ 23 ]   |
| 2020      | «Сяй, зіронько, сяй»                | Сону Чун     | Головна роль    | KBS2   | [ 24 ]   |
| 2020      | «Справжня краса»                    | Пек Кьон     | Камео (Серія 4) | tvN    | [ 25 ]   |
| 2022      | «Алхімія душ»                       | Чан Ук       | Головна роль    | tvN    | [ 21 ]   |
| 2022–2023 | «Алхімія душ: Світло й тінь»        | Чан Ук       | Головна роль    | tvN    | [ 26 ]   |

### Вебсеріали
| Рік  | Назва                        | Роль                                  | Замітки                  | Мережа  | Примітки |
| ---- | ---------------------------- | ------------------------------------- | ------------------------ | ------- | -------- |
| 2021 | «На шляху до раю»            | Кім Су Чхоль                          | Камео (Серії 3, 5, 6, 7) | Netflix | [ 12 ]   |
| 2022 | «Поцілунок шостого відчуття» | Головна чоловіча роль у фільмі «Хару» | Камео (Серії 3, 5, 9)    | Disney+ | [ 27 ]   |

## Нагороди та номінації
| Церемонія нагородження            | Рік  | Категорія                                             | Номінант / Робота                                     | Результат | Примітки      |
| --------------------------------- | ---- | ----------------------------------------------------- | ----------------------------------------------------- | --------- | ------------- |
| Премія «Азійська модель»          | 2022 | Особлива азійська нагорода, акторська категорія       | «Алхімія душ»                                         | Перемога  | [ 28 ] [ 29 ] |
| Премія азійський артист           | 2020 | Новачок року                                          | Лі Че Ук                                              | Перемога  | [ 30 ] [ 31 ] |
| Премія азійський артист           | 2022 | Нагорода за популярність від IdolPlus, Актор          | Лі Че Ук                                              | Номінація | [ 32 ]        |
| Премія азійський артист           | 2022 | Найкращий актор                                       | «Алхімія душ»                                         | Перемога  | [ 33 ] [ 34 ] |
| Премія «Бренд року»               | 2020 | Актор року — Новачок                                  | Лі Че Ук                                              | Перемога  | [ 35 ]        |
| Премія Вибір Dong-A.com           | 2019 | Нагорода Хеджу                                        | Лі Че Ук                                              | Перемога  | [ 36 ]        |
| Премія «Зірок МААТР»              | 2021 | Найкращий новий актор                                 | «Надзвичайна ти»                                      | Номінація | [ 37 ]        |
| Премія «Зірок МААТР»              | 2021 | Популярна зірка, актор                                | «Надзвичайна ти»                                      | Номінація | [ 38 ]        |
| Премія корейських мовників        | 2021 | Нагорода за популярність                              | «Сяй, зіронько, сяй»                                  | Номінація | [ 39 ]        |
| Премія корейської драми           | 2022 | Нагорода за глобальну майстерність                    | «Алхімія душ»                                         | Перемога  | [ 40 ] [ 41 ] |
| Премія мистецтв Пексан            | 2020 | Найкращий акторський дебют (чоловіки, телебачення)    | «Надзвичайна ти»                                      | Номінація | [ 42 ]        |
| Премія KBS драма                  | 2020 | Нагорода за майстерність, Найкращий актор мінісеріалу | «Сяй, зіронько, сяй»                                  | Перемога  | [ 43 ] [ 44 ] |
| Премія KBS драма                  | 2020 | Найкраща пара                                         | Разом із Ко А Ра у серіалі «Сяй, зіронько, сяй»       | Номінація |               |
| Премія MBC драма                  | 2019 | Найкращий новий актор                                 | «Надзвичайна ти»                                      | Перемога  | [ 45 ]        |
| Премія MBC драма                  | 2019 | Найкраща пара                                         | Разом з Кім Хє Юн і Роуном у серіалі «Надзвичайна ти» | Номінація | [ 45 ]        |
| Сеульська міжнародна премія драми | 2021 | Видатний корейський актор                             | «Сяй, зіронько, сяй»                                  | Номінація | [ 46 ] [ 47 ] |